# Groupe Cossette Communication
 (février 2024).
Si vous disposez d'ouvrages ou d'articles de référence ou si vous connaissez des sites web de qualité traitant du thème abordé ici, merci de compléter l'article en donnant les références utiles à sa vérifiabilité et en les liant à la section « Notes et références ».
Fondée en 1972, Cossette est une des plus importantes firmes de communication au Canada. Offrant une expertise intégrée, elle a des bureaux à Québec, Montréal, Toronto, Vancouver et Halifax. Cossette fait partie de Vision7 International, un réseau regroupant plusieurs agences à travers le monde. 

## Histoire

### Les débuts
En 1964, Claude Cossette, alors jeune publicitaire dans une agence de communication, fonde sa propre entreprise (Cossette et Dupuis) à Québec avec une idée précise de la publicité. Selon lui,« la solution à un problème de communication graphique n’est pas une solution visuelle et plastique. C’est plutôt une solution fonctionnelle ». Cette vision deviendra la pierre angulaire de l’agence, qui se distingue par sa volonté de mettre de l’avant une créativité qui ne se limite pas aux demandes de la clientèle, mais qui cherche constamment à surpasser les attentes. 

### L’expansion
Le bureau de Québec se développe rapidement. En 1972, Claude Cossette s’associe à cinq de ses cadres et devient Cossette et Associés, Graphistes-Conseils Limitée. Un autre bureau ouvre à Montréal en 1974, à Toronto en 1981, puis celui de Vancouver en 1987. Cossette devient alors la plus grande agence de publicité au Canada. Les premières campagnes majeures de l’agence ont été réalisées pour Daisy Fresh, Renault (dont celle de la Renault 5 GTL – alias Le Chameau – mettant en vedette Robert Charlebois), Desjardins, Bell, McDonald’s Canada, puis Provigo et bien d’autres. Au fil de sa croissance, elle marque le paysage culturel du Québec en contribuant à des pièces de communication qui ont un impact sur le quotidien des Québécois, notamment en créant l’identité visuelle de la carte de la Régie de l’assurance maladie du Québec (RAMQ) en 1976 (communément appelée la carte-soleil).

### Cossette aujourd’hui
Cossette est une agence canadienne qui profite d’un réseau mondial grâce à Vision7 International et à BlueFocus International. Elle a des bureaux à Québec, Montréal, Toronto, Vancouver et Halifax. Le siège social se situe dans la ville de Québec. La chef de la direction est Mélanie Dunn. Cossette a été élue Agence de l’année au concours pancanadien de Strategy pendant trois années consécutives et continue de gagner de nombreux prix internationaux.

## Activités
Cossette fournit des services dans 11 disciplines et expertises : design et image de marque, communications intégrées et contenu, planification et achats médias, marketing multiculturel et régional, production vidéo, stratégie de marketing et d’affaires, expérience client, innovation et transformation, écosystèmes numériques et technologie, intelligence artificielle et science des données, l’insight consommatrices et consommateurs.

## Prix, clients et campagnes primées
Depuis sa fondation en 1972, Cossette a remporté de nombreux prix prestigieux. Plusieurs fois en lice aux Lions de Cannes, l’agence a gagné  un Lion d’Or pour le lancement de la pizza McDonald’s Canada en 1992, et un Grand Prix pour la campagne Suivez les arches, réalisée pour ce même client en 2017. Son premier prix dans le secteur interactif remonte à 1995, avec le Pixel d’Or remporté au concours Boomerang.
Cossette a été consacrée agence de l’année dans le cadre de plusieurs concours, notamment aux Strategy Awards présentés par le magazine Strategy  en 2016, 2017 et 2018.
L’agence s’est aussi démarquée lors de nombreux autres concours de l’industrie, dont le gala One Show, les prix Effie, les Marketing Awards, les prix Créa, les concours Strat et Idéa, les ADCC Awards, les AToMiC Awards, les Globes Awards et plusieurs autres.